# 賴爾巴赫河
51°56′44″N 8°24′53″E / 51.94556°N 8.41472°E

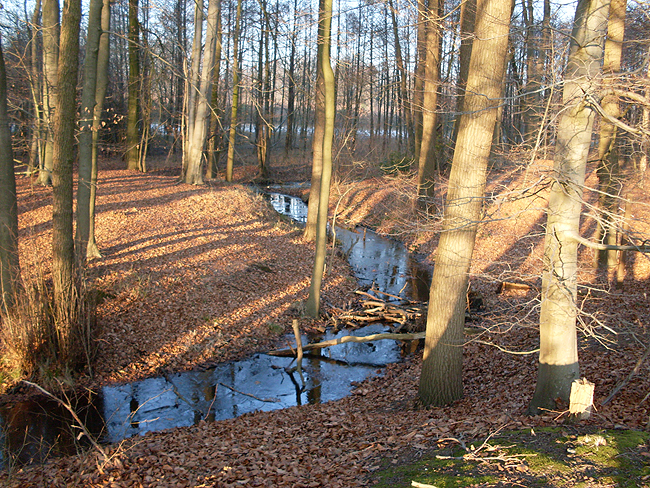

賴爾巴赫河（德語：Reiherbach），是德國的河流，位於該國西部，處於北萊茵-威斯特法倫州，屬於盧特河的左支流，河道全長10.7公里，流域面積27.3平方公里。